# Mastixis stigmalis
Mastixis stigmalis là một loài bướm đêm trong họ Noctuidae.